# 2009 en sport
Cet article présente les faits marquants de l'année 2009 en sport.

## Principaux événements sportifs de l'année 2009
- Janvier : Open d'Australie de Tennis,, Rallye Dakar, Championnats du monde de ski de vitesse.
- 16 janvier au 1er février : championnat du monde de handball masculin.
- 1er février : Super Bowl XLIII, à Tampa (en Floride), Championnats du monde de snowboard.
- Championnats du monde de ski alpin 2009 à Val-d'Isère, en Savoie (France).
- 20 et 21 juin, Portugal (ville à déterminer) : Championnats d'Europe d'athlétisme par équipes.
- Avril : Wrestlemania XXV
- Juin : Coupe stanley (hockey).
- Juin : Tennis, Internationaux de France de tennis.
- 14 juin en sport : World Games 2009 à Kaohsiung, Taïwan.
- 26 juin au 5 juillet : 16e édition des Jeux méditerranéens à Pescara (Italie).
- Juillet : Tennis, Tournoi de Wimbledon.
- Juillet : cyclisme, Tour de France.
- Octobre : Championnats du monde de gymnastique artistique à Londres.
- Septembre : Tennis, US Open de tennis.

- 2 octobre, Jeux olympiques : congrès du CIO à Copenhague (Danemark) pour désigner la ville qui organisera les Jeux de la XXXIe olympiade moderne en 2016.

## Par mois

### Janvier
- 1er, Saut à ski : Tournée des quatre tremplins à Garmisch-Partenkirchen.
- 3 au 14, Rallye-raid : Rallye Dakar en Argentine et au Chili.
- 4, Saut à ski : Tournée des quatre tremplins à Innsbruck.
- 5 au 11, Tennis : Tournois ATP de Doha, Madras et Brisbane et tournois WTA de Brisbane et Auckland.
- 6, Saut à ski : Tournée des quatre tremplins à Bischofshofen.
- 8 au 11, Golf : Joburg Open du Tour européen PGA à Johannesburg.
- 8 au 11, Golf : Championnat Mercedes-Benz du PGA Tour à Hawaï.
- 9 au 11, Patinage de vitesse : Championnats d'Europe à Heerenveen.
- 10 et 11, Handball : Tournoi de Paris.
- 11 au 18, Bobsleigh et skeleton : Championnats d'Europe à Saint-Moritz.
- 12 au 17, Tennis : Tournois ATP de Sydney et Auckland et Tournois WTA de Sydney et Hobart.
- 14 au 18, Patinage artistique : Championnats du Canada à Saskatoon.
- 15 au 21, Snowboard : Championnats du monde à Gangwon.
- 16 au 1er février, Handball : Championnat du monde masculin en Croatie.
- 16 au 18, Short-track : Championnats d'Europe à Turin.
- 17 au 24, Championnats du monde de ski de vitesse 2009.
- 17 et 18, Patinage de vitesse : Championnats du monde de sprint à Moscou.
- 19 au 25, Patinage artistique : Championnats d'Europe à Helsinki.
- 19 au 1er février, Tennis : Open d'Australie à Melbourne.
- 20 au 25, Cyclisme : Tour Down Under.
- 22 au 25, Rallye : Rallye automobile Monte-Carlo.
- 29 au 1er février, Rallye : Rallye d'Irlande.
- 30, Athlétisme : Millrose Games à New York.
- 31 et 1er février, Cyclisme : Championnats du monde de cyclo-cross à Hoogerheide.

- 25 : Royal Rumble 2009 au Joe Louis Arena à Détroit (Michigan).

### Février
- 16 janvier au 1er février, Handball : Championnat du monde masculin 2009 en Croatie.
- 19 janvier au 1er février, Tennis : Open d'Australie à Melbourne.
- 29 janvier au 1er février, Rallye : Rallye d'Irlande.
- 31 janvier et 1er février, Cyclisme : Championnats du monde de cyclo-cross à Hoogerheide.
- 1er, Football américain : Super Bowl à Tampa.
- 1er au 8, Luge : Championnats du monde à Lake Placid.
- 2 au 8, Patinage artistique : Championnats des quatre continents à Vancouver.
- 3 au 15, Ski alpin : Championnats du monde à Val-d'Isère.
- 7 et 8, Rugby à XV : première journée du Tournoi des Six Nations.
- 7 et 8, Judo : Tournoi de Paris
- 7 et 8, Patinage de vitesse : Championnats du monde toutes distances à Hamar.
- 7 et 8, Tennis : premier tour de la Fed Cup.
- 12 au 15, Rallye : Rallye de Norvège.
- 13 et 14, Rugby à XV : première journée du Super 14.
- 13 au 22, Biathlon : Championnats du monde à Pyeong-Chang.
- 16 au 1er mars, Bobsleigh et Skeleton : Championnats du monde 2009 à Lake Placid.
- 18 au 28, Omnisports : Universiade d'hiver à Harbin.
- 19 au 22, Basket-ball : Semaine des As au Havre.
- 19 au 1er mars, Ski nordique : Championnats du monde 2009 à Liberec.
- 22, Hockey sur glace : finale de la Coupe de France 2008-2009.

- 15 : No Way Out (2009) au Key Arena à Seattle.

### Mars
- 5 au 23, Baseball : Classique mondiale de baseball.
- 5 au 7, Rugby à sept : Coupe du monde à Dubaï.
- 5 au 8, Tir à l'arc : Championnats de monde de tir en salle à Rzeszow (Pologne).
- 6 : coup d'envoi de la Coupe du monde de ski de vitesse 2009
- 6 au 8, Athlétisme : Championnats d'Europe en salle à Turin.
- 6 au 8, Patinage de vitesse sur piste courte : Championnats du monde à Vienne.
- 6 au 8, Tennis : Premier tour de la Coupe Davis 2009.
- 8 au 15, Cyclisme : Paris-Nice 2009
- 11 au 17, Cyclisme : Tirreno-Adriatico 2009
- 12 au 15, Rallye : Rallye de Chypre 2009
- 12 au 15, Patinage de vitesse : Championnats du monde à Richmond.
- 14 et 15, Patinage de vitesse sur piste courte : Championnats du monde par équipes à Heerenveen.
- 20 : dernière journée de la Coupe du monde de ski acrobatique 2008-2009.
- 20 et 21, Volley-ball : Coupe de la CEV masculine et Challenge Cup masculine, finales à quatre.
- 21, Cyclisme : Milan-San Remo 2009.
- 21, Rugby à XV : Tournoi des Six Nations, cinquième et dernière journée.
- 22 : dernière journée de la Coupe du monde de ski de fond 2008-2009, de la Coupe du monde de snowboard 2008-2009 et de la Coupe du monde de saut à ski 2008-2009
- 23 au 29, Patinage artistique : Championnats du monde à Los Angeles.
- 24, Hockey sur glace : Championnat de France, premier match de la finale
- 25 au 29, Cyclisme : Championnats du monde sur piste à Pruszkow.
- 28, Athlétisme : Championnats du monde de cross-country à Amman.
- 28, Football : Éliminatoires de la Coupe du monde de football 2010.
- 28 et 29, Volley-ball : Ligue des champions féminine de volley-ball, finale à quatre.
- 29, Formule 1 : Grand Prix d'Australie à Melbourne.
- 29 au 5 avril, Gymnastique artistique : Championnats d'Europe à Milan.

### Avril
- 29 mars au 5 avril : Championnats d'Europe de gymnastique artistique 2009 à Milan
- 1er : Tours préliminaires de la coupe du monde de football 2010.
- 3 au 5 : Rallye du Portugal 2009
- 3 au 5, Basket-ball : EuroLigue féminine, finale à quatre.
- 4 et 6, Basket-ball : Championnat NCAA, Final four.
- 10 au 13, Rink hockey : 63e Coupe des nations de rink hockey.
- 11 au 19 : Masters de Monte-Carlo 2009
- 12 : début de la saison du Championnat du monde de vitesse moto 2009.
- 12 : Paris-Roubaix 2009
- 13 : finale du Championnat de Suisse de hockey sur glace 2008-2009
- 15 au 19 : finale de la Coupe du monde de saut d'obstacles 2009.
- 17 au 19 : Rallye 1000 Miglia, première épreuve du championnat d'Europe des rallyes 2009.
- 19 : Grand Prix automobile de Chine 2009
- 24 : dernière journée de la Coupe du monde de ski de vitesse 2009
- 24 au 26 : Rallye d'Argentine 2009
- 24 au 10 mai : Championnat du monde de hockey sur glace 2009 à Berne et Kloten en Suisse.
- 26 : Grand Prix moto du Japon 2009.
- 26 : Grand Prix automobile de Bahreïn 2009
- 26 : WWE Backlash 2009 au Dunkin' Donuts Center, Providence dans le Rhode Island.
- 28 au 3 mai : Tour de Romandie 2009

- 5 : Wrestlemania XXV au Reliant Stadium à Houston (Texas)

### Mai
- 28 avril au 3 mai : Tour de Romandie 2009.
- 1er et 3 mai: Basket-ball : Euroligue, finale à quatre.
- 1er au 3 mai: Rallye d'Istanbul, deuxième étape du championnat d'Europe des rallyes.
- 3 mai : Grand Prix moto d'Espagne 2009.
- 9 au 31 mai : Tour d'Italie 2009.
- 15 au 17 mai : 25e Championnats d'Europe de Gymnastique Rythmique à Bakou.
- 20 mai :
  - Finale de la Coupe de Suisse de football 2008-2009.
  - Finale de la Coupe UEFA 2008-2009.
- 22 au 24 mai : Rallye de Sardaigne 2009.
- 24 mai : Grand Prix automobile de Monaco 2009.
- 24 mai au 7 juin : Internationaux de France de tennis 2009 à Paris.
- 27 mai : finale de la Ligue des champions de l'UEFA 2008-2009.
- 3 mai : Grand Prix moto d'Italie 2009.

- 17 : Judgment Day (2009) au Allstate Arena à Chicago.

### Juin
- 24 mai au 7 juin : Internationaux de France de tennis 2009 à Paris.
- 5 au 21 juin : ICC World Twenty20 2009.
- 6 et 10 juin : Tours préliminaires de la coupe du monde de football 2010.
- 7 juin : Grand Prix automobile de Turquie 2009.
- 12 au 14 juin : Rallye de l'Acropole 2009.
- 13 et 14 juin : 24 heures du Mans 2009.
- 13 au 21 juin : Tour de Suisse 2009.
- 14 juin : Grand Prix moto de Catalogne.
- 14 au 28 juin : Coupe des confédérations 2009 en Afrique du Sud.
- 18 au 21 juin : US Open de golf 2009.
- 20 juin : finale des Championnat de France de basket-ball de Pro A 2008-2009.
- 21 juin : Grand Prix automobile de Grande-Bretagne 2009.
- 22 juin au 5 juillet : Tournoi de Wimbledon 2009.
- 26 au 28 juin :
  - Rallye de Pologne.
  - Championnat de France Billard 3 Bandes à Schiltigheim.
- 26 juin au 5 juillet : Jeux méditerranéens 2009.
- 27 juin : Grand Prix moto des Pays-Bas.

- 7 : Extreme Rules (2009) au New Orleans Arena à La Nouvelle-Orléans
- 28 : The Bash (2009) au ARCO Arena à Sacramento.

### Juillet
- Parapente : Red Bull X-Alps 2009.
- 22 juin au 5 juillet : Tournoi de Wimbledon 2009.
- 26 juin au 5 juillet : Jeux méditerranéens 2009.
- 4 au 11 juillet : Championnat du monde masculin A de rink hockey 2009.
- 4 au 28 juillet : Tour de France 2009.
- 8 au 12 juillet : en cricket, premier test-match des Ashes entre l'Angleterre et l'Australie.
- 16 au 19 juillet : Open britannique hommes 2009.
- 16 au 26 juillet : Jeux mondiaux de 2009 à Kaohsiung (Taïwan).
- Natation : championnats du monde 2009.
- 31 juillet au 2 août : Rallye de Finlande.

- 26 juillet : Night of Champions (2009) au Wachovia Center à Philadelphie.

### Août
- 31 juillet au 2 août : Rallye de Finlande 2009.
- 8 août : Reprise de la Ligue 1 de football français.
- 8 au 12 août : Championnats du monde de course en ligne (canoë-kayak) 2009.
- 13 au 16 août : Championnat de la PGA 2009.
- 15 au 23 août : Championnats du monde d'athlétisme 2009 à Berlin.
- 23 août : Grand Prix automobile d'Europe 2009.
- 23 au 30 août : Championnats du monde d'aviron 2009.
- 29 août au 13 septembre : Championnats du monde de boxe amateur 2009 à Milan.
- 29 août au 20 septembre : Tour d'Espagne 2009.
- 31 août au 13 septembre : US Open de tennis 2009.
- 23 août : SummerSlam 2009.

### Septembre
- 29 août au 13 septembre : Championnats du monde de boxe amateur 2009 à Milan.
- 29 août au 20 septembre : Tour d'Espagne 2009.
- 31 août au 13 septembre : US Open de tennis 2009.
- 1er au 6 septembre : Championnats du monde de VTT-Trial 2009.
- 4 au 6 septembre : Rallye d'Australie 2009.
- 6 septembre : Grand Prix moto de Saint-Marin 2009.
- 5 et 9 septembre : Tours préliminaires de la coupe du monde de football 2010.
- 7 au 13 septembre : Championnats du monde de gymnastique rythmique 2009 à Ise au Japon.
- 7 au 20 septembre : Championnat d'Europe de basket-ball 2009.
- 13 au 20 septembre : Championnat d'Europe de tennis de table 2009.
- 18 au 20 septembre : 1/2 finales de Coupe Davis.
- 20 septembre : dernière journée du Championnat de GP2 Series 2009.
- 23 au 27 septembre : Championnats d'Europe de concours complet d'équitation.
- 23 au 27 septembre : Championnats du monde de cyclisme sur route 2009.
- 26 septembre au 9 octobre : Championnat du monde masculin de rink hockey juniors 2009 à Bassano del Grappa (Italie).
- 30 septembre au 8 octobre : Championnats du monde d'escrime 2009.

### Octobre
- 26 septembre au 9 octobre : Championnat du monde masculin de rink hockey juniors 2009 à Bassano del Grappa (Italie).
- 30 septembre au 8 octobre : Championnats du monde d'escrime 2009.
- 2 au 4 octobre : Rallye de Catalogne 2009.
- 4 octobre : Grand Prix automobile du Japon 2009.
- 4 octobre : Grand Prix moto du Portugal 2009.
- 8 au 23 octobre : Première édition de la Ligue des champions de Twenty20.
- 10 octobre : finale de la Super League.
- 10 et 14 octobre : Tour préliminaire de la coupe du monde de football 2010.
- 10 au 18 octobre : Masters de Shanghai 2009.
- 11 octobre : Championnats du monde de semi-marathon 2009.
- 13 au 18 octobre : Championnats du monde de gymnastique artistique 2009 à Londres.
- 17 octobre : Tour de Lombardie 2009.
- 18 octobre : Grand Prix automobile du Brésil 2009.
- 18 octobre : Grand Prix moto d'Australie 2009.
- 23 au 25 octobre : 2e manche de la Coupe du monde de natation 2009.
- 23 octobre au 14 novembre 2009 : Tournoi des Quatre Nations 2009.
- 25 octobre :
  - Première manche de la Coupe du monde de ski alpin 2009-2010.
  - Grand Prix moto de Malaisie 2009.
- 26 au 31 octobre : Championnat d'Europe féminin de rink hockey 2009 à Saint-Omer.
- 29 au 31 octobre : Rallye international du Valais.

### Novembre
- 1er novembre : Grand Prix automobile d'Abou Dabi (dernière journée du championnat du monde 2009).
- 7 au 8 novembre : finale de la Fed Cup 2009.
- 7 au 15 novembre : Masters de Paris-Bercy 2009.
- 8 novembre : Grand Prix moto de la Communauté valencienne 2009.
- 11 au 14 novembre : 26e Championnats du monde de trampoline à Saint-Pétersbourg en Russie.
- 12 au 15 novembre : Championnats du monde de karaté juniors et cadets 2009.
- 15 novembre : finale de la Coupe du monde de football des moins de 17 ans 2009.
- 16 au 22 novembre : Coupe du monde de beach soccer 2009.
- 17 au 29 novembre : Championnats du monde d'haltérophilie 2009.
- 21 novembre :
  - Première manche de la Coupe du monde de ski de fond 2009-2010.
  - Matchs de barrage pour la coupe du monde de football 2010.
- 21 et 22 novembre : 6e et dernière manche de la Coupe du monde de natation 2009.
- 22 au 29 novembre : Masters de tennis masculin 2009.
- 26 novembre : première manche de la Coupe du monde de saut à ski 2009-2010.
- 28 novembre :
  - Première manche de la Coupe du monde de combiné nordique 2009-2010.
  - 45e édition de la Coupe Vanier, championnat de football universitaire canadien, à Québec.
- 28 novembre au 13 décembre : Championnat du monde féminin de handball 2009.
- 29 novembre : 97e édition de la Coupe Grey, championnat du football canadien à Calgary.

### Décembre
- 4 au 6 décembre : finale de la Coupe Davis 2009.
- 4 au 12 décembre : Championnats d'Europe de curling 2009.
- 5 décembre : phase finale de la Coupe d'Europe des clubs de judo masculin 2009.
- 5 au 20 décembre : Championnat du monde féminin de handball 2009.
- 9 au 18 décembre : Jeux d'Asie du Sud-Est de 2009.
- 9 au 19 décembre : Coupe du monde des clubs de la FIFA 2009.
- 10 au 13 décembre : Championnats d'Europe de natation en petit bassin 2009.
- 12 décembre : début de la Coupe du monde de ski acrobatique 2009-2010.
- 13 décembre : Championnats d'Europe de cross-country 2009.
- 26 décembre au 5 janvier 2010 : Championnat du monde junior de hockey sur glace 2010.
- 30 décembre : finale de la Coupe de la Ligue de hockey sur glace.

## Par sport

### Athlétisme
- Lors de la coupe d'Europe par équipe à Leiria, Renaud Lavillenie bat le record de France du saut à la perche avec 6,01 m devenant par la même occasion le second français à passer 6 mètres ou plus après Jean Galfione.

### Baseball
- 7 février : les Vénézuéliens de Tigres de Aragua remportent la Série des Caraïbes 2009[1].
- 23 mars : le Japon remporte la Classique mondiale de baseball 2009 en s'imposant 5-3 en dix manches contre la Corée du Sud[2].
- 21 juin : les Italiens de Nettuno Baseball remportent l'édition 2009 de la Coupe d'Europe de baseball.
- 27 septembre : les États-Unis remportent la Coupe du monde en s'imposant 10-5 en finale face à Cuba. Le Canada termine troisième.
- 11 octobre : les Huskies de Rouen enlèvent leur cinquième titre de champion de France consécutif en remportant la finale par trois victoires pour une défaite face aux Lions de Savigny-sur-Orge.
- 4 novembre : les Yankees de New York enlèvent leur 27e série mondiale en s'imposant par quatre victoires à deux face aux tenants du titre, les Phillies de Philadelphie.
- 7 novembre : les Yomiuri Giants remportent le Championnat du Japon.

### Biathlon
- 13 au 22 février : Championnats du monde de biathlon 2009 à Pyeong Chang (Corée du Sud).
- jusqu'au 29 mars : Coupe du monde de biathlon 2008-2009.

### Bobsleigh
- jusqu'au 14 février  : Coupe du monde de bobsleigh 2009.
- 21 au 1er mars  : Championnats du monde de bobsleigh à Lake Placid (États-Unis).

### Combiné nordique
- 16 février au 1er mars : Championnats du monde de ski nordique 2009 à Liberec (République tchèque).
- jusqu'au 15 mars : Coupe du monde de combiné nordique 2008-2009.

### Cricket
- 8 au 22 mars : neuvième édition de la Coupe du monde de cricket féminin, en Australie.
- 5 au 21 juin : deuxième édition de l'ICC World Twenty20 (championnat du monde de Twenty20), en Angleterre.
- 8 juillet au 24 août : The Ashes, en Angleterre.

### Curling
- 4 au 12 avril : Championnats du monde de curling masculin 2009 à Moncton (Canada).

### Escrime
- Championnats d'Europe d'escrime 2009 à Plovdiv
- Championnats du monde d'escrime 2009 à Antalya

### Football américain
- 8 janvier : Football américain universitaire. Les Gators de la Floride remportent le BCS National Championship Game en s'imposant 24-14 face aux Sooners de l'Oklahoma.

### Formule 1
- 29 mars au 1er novembre : Championnat du monde de Formule 1.

- 20 juin : Bernie Ecclestone déclare que le Grand Prix de Grande-Bretagne pourrait rester à Silverstone l'an prochain si le circuit de Donington, qui devait le remplacer, n'était pas prêt à temps, car sa direction est en butte à des problèmes juridiques et financiers et les doutes croissent sur sa capacité à fournir un circuit aux normes de la F1 dans un an.

- 24 juin : le président de la FIA, Max Mosley et les 8 écuries de Formule 1 (Ferrari, McLaren, BMW Sauber, Renault, Toyota, Red Bull, Toro Rosso et Brawn GP) qui menaçaient de faire sécession annoncent qu'un accord a été trouvé afin d'éviter le lancement d'un championnat du monde parallèle. Le président a cédé sur la question de la limitation volontaire des budgets à 45 millions d'euros en 2010, mais avec un objectif financier de réduction des coûts permettant « de revenir aux niveaux de dépenses du début des années 1990 d'ici deux ans »[3].

- 1er novembre : le britannique, Jenson Button est sacré Champion du monde.

### Handball
- 16 janvier au 1er février, championnat du monde de handball masculin 2009 : l'équipe de France de handball masculin remporte le Championnat du Monde en Croatie, face à la Croatie en finale sur le score de 24 à 19, 5 mois après avoir été sacrée Championne Olympique à Pékin.

- Ligue des champions de handball féminin 2008-2009 : le club de Viborg HK remporte sa deuxième Ligue des champions de handball féminin en remportant le match retour 26 à 23 à l'extérieur, après avoir perdu le match aller à domicile 26 à 24 face à Győri Audi ETO KC.

- le club de Handball Cercle Nîmes remporte sa deuxième Coupe Challenge de handball féminin après celle de 2001, grâce à deux victoires 26-22 et 30-25.

### Luge
- 6 au 8 février : Championnats du monde de luge 2009 à Lake Placid (États-Unis).
- jusqu'au 21 février : Coupe du monde de la luge 2009.

### Natation
- 20 mai 2009 (mercredi) : la Fédération internationale de natation (Fina), refuse d'homologuer les combinaisons en polyuréthane utilisées lors des records du monde en avril. La mise sur le marché de combinaisons entièrement en polyuréthane a permis aux meilleurs nageurs de battre de nombreux records du monde depuis plusieurs mois. 136 modèles devront subir des modifications avant le 19 juin pour obtenir l'aval de la commission chargée des combinaisons à la Fina.

### Rugby à XIII
- 19 avril : à Albi, Carcassonne remporte la Coupe de France face à Limoux 18-16.
- 23 mai : à Carcassonne, Lézignan remporte le Championnat de France face à Limoux 40-32.

### Ski acrobatique
- 2 au 7 mars : Championnats du monde de ski acrobatique 2009 à Inawashiro (Japon).
- jusqu'au 20 mars : Coupe du monde de ski acrobatique 2009.

### Saut à ski
- 29 décembre 2008 au 4 janvier : Tournée des quatre tremplins. L'Autrichien Wolfgang Loitzl gagne la tournée en remportant trois des quatre étapes.
- 16 février au 1er mars : Championnats du monde de ski nordique 2009 à Liberec (République tchèque).
- jusqu'au 22 mars  : Coupe du monde de saut à ski 2009.

### Skeleton
- 16 et 17 janvier  : Championnats d'Europe de skeleton à Saint-Moritz (Suisse).
- jusqu'au 12 février : Coupe du monde de skeleton 2009.
- 26 au 28 février : Championnats du monde de skeleton à Lake Placid (États-Unis).

### Ski alpin
- 3 au 15 février : Championnats du monde de ski alpin 2009 à Val-d'Isère (France).
- jusqu'au 15 mars  : Coupe du monde de ski alpin 2008-2009.

### Ski de fond
- 27 décembre 2008 au 4 janvier : Tour de ski 2008-2009.
- 16 février au 1er mars : Championnats du monde de ski nordique 2009 à Liberec (République tchèque).
- jusqu'au 22 mars : Coupe du monde de ski de fond 2008-2009.

### Ski de vitesse
- 17 au 24 janvier : Championnats du monde de ski de vitesse 2009 à Vars (France).

### Snowboard
- 18 au 24 janvier : Championnats du monde de snowboard 2009 à Gangwon (Corée du Sud).
- jusqu'au 22 mars : Coupe du monde de snowboard 2008-2009.

### Tennis de table
- Championnats du monde de tennis de table 2009 à Yokohama au Japon.

### Voile
- 1er février : Michel Desjoyeaux remporte la 6e édition du Vendée Globe en 84 j 3 h 9 min, nouveau record de l'épreuve.

### Water-Polo
France
- Le C. N. M. est Champion de France Pro A Masculin pour la 31e fois.
- L'O. Nice Natation est Champion de France Pro A Féminin pour la 2e fois.
- Le C. N. M. remporte la Coupe de France masculine pour la 7e fois.

Europe
- VK Primorac Kotor est Champion d'Europe pour la 1re fois.
- Szeged VE remporte la LEN Euro Cup

Monde
- 1er août : Les Serbes sont Champions du Monde pour la 1re fois.
- 31 juillet : Les Américaines sont Championnes du Monde pour la 3e fois.
- Les Monténégrins remportent la Ligue Mondiale pour la 1re fois.
- Les Américaines remportent la Ligue Mondiale pour la 4e fois.

## Décès

### Janvier
- 2 janv. : Ryuzo Hiraki, 77 ans, footballeur international japonais.
- 4 janv. : Lei Clijsters, 52 ans, footballeur international belge. Père de la joueuse de tennis Kim Clijsters.
- 4 janv. : Giselle Salandy, 21 ans, boxeuse de Trinidad-et-Tobago.
- 5 janv. : Pascal Terry, 49 ans, motard français décédé sur le Rallye Dakar.
- 7 janv. : Alfie Conn, Sr., 82 ans, footballeur international écossais.
- 19 janv. : José Torres, 72 ans, boxeur professionnel portoricain.

### Mars
- 13 mars : Andrew "Test" Martin, 33 ans, catcheur canadien.

### Avril
- 14 avril : André Moulon, 73 ans, footballeur français. (° 10 août 1935).
- 30 avril : Albert Goutal, coureur français, 90 ans.
- 30 avril : Henk Nijdam, coureur néerlandais, 73 ans.

### Mai
- 1er mai : Jean-Louis Danguillaume, coureur français, 59 ans.

### Juin
- 23 juin : Adriano Durante, coureur italien, 68 ans.
- 25 juin : Zinaida Stahurskaia, coureuse biélorusse, 38 ans.

### Juillet
- 19 juillet : Henry Surtees, pilote automobile britannique.
- 25 juillet : Vernon Forrest[4], 38 ans, boxeur américain. (° 12 janvier 1971).

### Octobre
- 12 octobre : Frank Vandenbroucke, coureur belge, 34 ans.
- 14 octobre : Lou Albano, ancien manageur et catcheur américain, 76 ans.

### Novembre
- 10 novembre : Robert Enke, footballeur allemand, gardien du club de Hanovre 96 et de l'équipe nationale d'Allemagne, 32 ans.

### Décembre
- 4 décembre : Umaga, ancien catcheur de la WWE